# Xã West, Quận New Madrid, Missouri
Xã West (tiếng Anh: West Township) là một xã thuộc quận New Madrid, tiểu bang Missouri, Hoa Kỳ. Năm 2010, dân số của xã này là 1.592 người.